# Kostel Zvěstování Páně (Olomouc)
Kostel Zvěstování Páně je římskokatolický chrám v Olomouci. Nachází se na Dolním náměstí a je součástí areálu tamního kapucínského kláštera. Je spravován v rámci olomoucké farnosti sv. Michala a je chráněn jako kulturní památka České republiky.

## Historie
Kapucíni přišli do Olomouce v roce 1614. Původní olomoucký kapucínský  klášter, který stál na předměstí před městskými hradbami u Střední brány, byl zbořen v roce 1642 po obsazení města Švédy. Nový konvent s kostelem Zvěstování Páně, umístěný již ve městě, začali kapucíni stavět v roce 1653. Vykoupili za tím účelem 19 domů na Dolním náměstí. Stavba byla financována z almužen a peněžního daru vídeňského obchodníka, který rok před tím vstoupil do řádu jako bratr Electus.
První mše v kněžišti byla sloužena v listopadu 1655, k  dostavbě a vysvěcení chrámu došlo až roku 1661. Krypta pod kostelem byla využívána až do roku 1784, kdy císař Josef II. zakázal pohřbívání ve městech a pozůstatky zemřelých řádových bratří byly převezeny na hřbitov za Terezskou bránou.

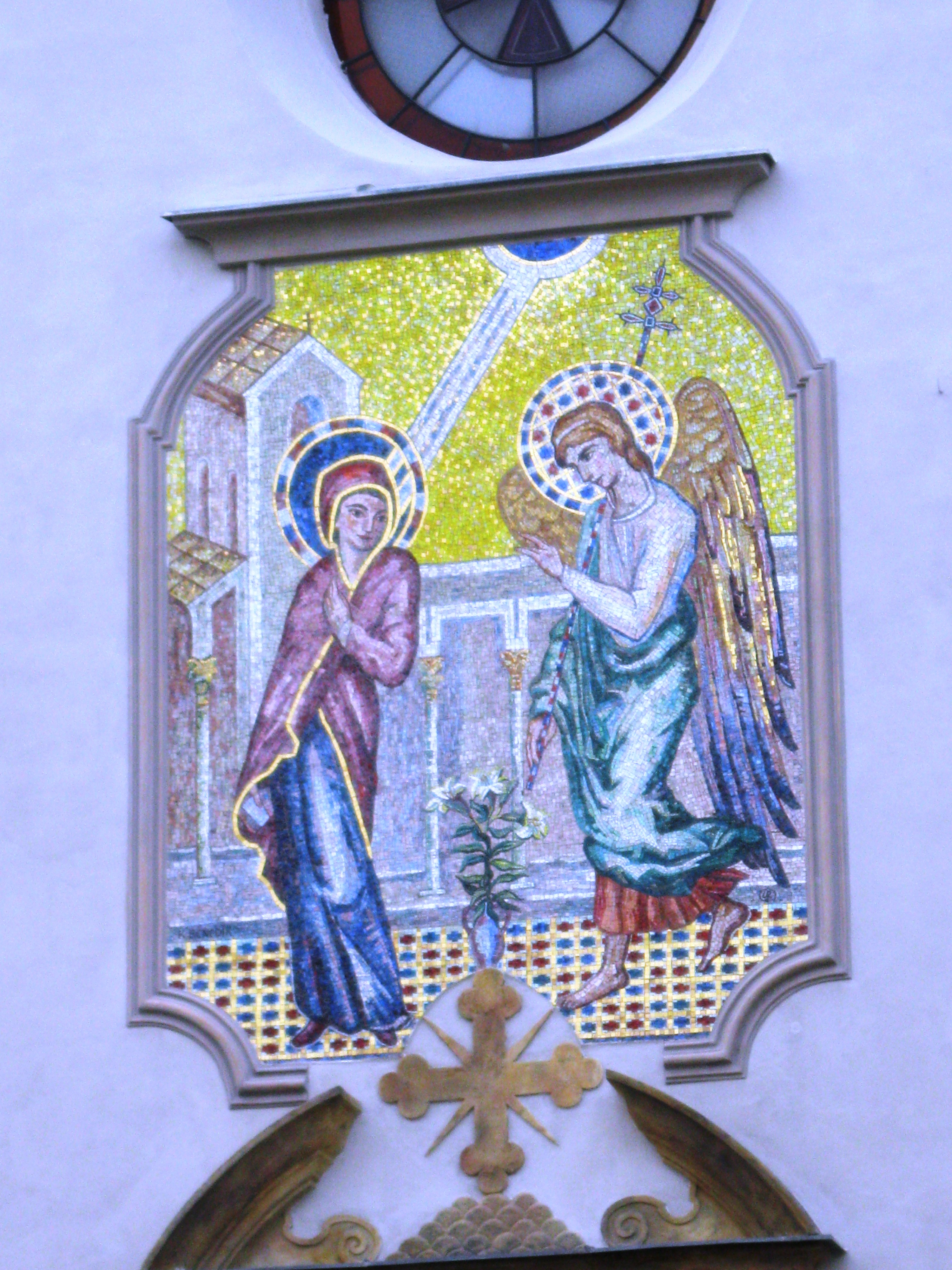
freska na průčelí

V kostele bylo možno podle regulí řádu používat zpočátku jen přenosné varhany. Teprve v roce 1814 byl upraven kůr pro hudebníky a v roce 1858 pořízeny nové varhany, které byly v roce 1913 nahrazeny novým nástrojem z dílny Jana Tučka staršího z Kutné Hory.
V roce 1843 byl upraven prostor před vstupem do kostela z náměstí. V roce 1926 byl kostel obnoven u příležitosti 700. výročí smrti  sv. Františka z Assisi. Nad portál byl namalován freskový obraz Zvěstování Panny Marie, dílo olomouckého malíře Jano Köhlera. V roce 1933 byl před kostelem instalován dřevěný kříž k výročí ukřižování Ježíše Krista.
Po nástupu komunistického režimu museli kapucíni klášter opustit. Zatímco kostel zůstal otevřený pro veřejnost a sloužil svému účelu, klášter zabral stát a postupně se v něm vystřídalo několik institucí. V roce 1972 byla na průčelí na místě původní malby osazena nová mozaika s výjevem Zvěstování Panny Marie. Autorem návrhu je malíř a restaurátor Karel Benedík, dílo realizovalo  Ústředí uměleckých řemesel.
Teprve po sametové revoluci kapucíni mohli uplatnit nárok na vrácení svého majetku, který jim byl soudem přiznán v roce 1995.   V roce 2012 dostal kostel novou fasádu světle šedé barvy a v následujícím roce byla opravena terasa i čelní stěna.

## Popis
Jednolodní bezvěžový kostel Zvěstování Páně má typický styl řádové kapucínské architektury s charakteristickým trojúhelníkovým štítem. Průčelím je obrácen do Dolního náměstí, za odsazeným pravoúhlým kněžištěm se nachází klášter, který je vůči chrámu otočen o 45 stupňů. Kostel stojí na vyvýšené terase, na kterou se z náměstí vstupuje schodištěm. Zeď terasy, zakončená zábradlím, tvoří přímou frontu se sousedními domy na jihovýchodní straně náměstí. Hlavní portál má ostění se segmentovou rozeklanou supraportou s jetelovým křížem uprostřed. V nadpraží je letopočet 1658. Nad portálem je obdélná mozaika Zvěstování P. Marie. Po stranách fresky jsou dvě obdélníková okna a nad ní kulaté okno se vsazeným tlapatým křížem. Nalevo od kostela je zřízen vstup do prostor kláštera, vpravo je u zdi  vztyčen velký dřevěný kříž. 

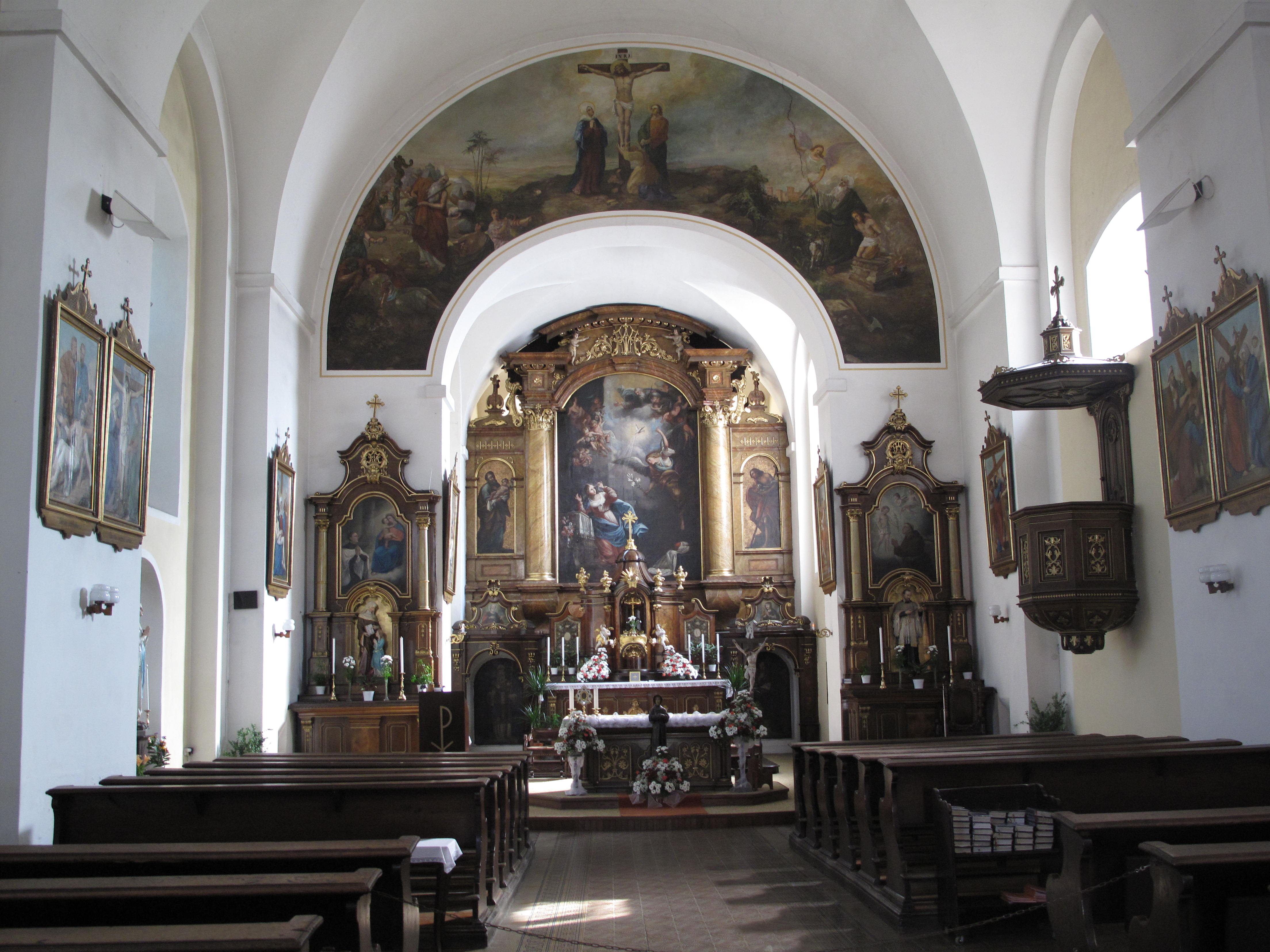
interiér kostela

Loď kostela má stěny prolamované širokými mělkými nikami, ve střední části jsou k ní připojeny dvě protilehlé boční kaple. Nad hlavním vstupem je vestavěna dřevěná kruchta s varhanami. Loď i presbytář sklenuty valenou klenbou s lunetami, kaple mají křížové klenby s mírně vystouplými hřebínky. Kaple jsou zasvěceny  sv. Františkovi z Assisi a sv. Šebestiánovi. V presbytáři je umístěn oboustranný oltář, oddělující prostor pro společné modlitby řeholníků  od prostoru přístupného laickým věřícím. Po stranách presbytáře jsou oratoře, na západní straně je připojena sakristie. Umístění kostela na zvýšené terase umožnilo vybudovat pod podlahou lodi kryptu.
Dřevěný hlavní oltář pochází z roku 1756, vyrobil ho olomoucký truhlář  Josef Wesenberger. Oltářní obraz Zvěstování Panny Marie   byl vytvořen v roce 1661 v dílně  vídeňského malíře Tobiase Pocka. Na zadní straně směrem do chóru bratří je namalována sloupová oltářní architektura.  Na vítězném oblouku je umístěna freska  Ukřižování uprostřed, po stranách Mojžíš uctívající  bronzového hada a Obětování Izáka. Nad bočními kaplemi smrt sv. Františka z Assisi a  sv. Josefa. Malby na oknech v bočních kaplích představují sv. Františka, sv. Alžbětu, sv. Ludvíka a sv. Cyrila a Metoděje.
V mnišském chóru je volně zavěšen původní oltářní obraz Čtyři světadíly uctívají eucharistii z 1. poloviny 18. století, na bočních stěnách obrazy čtyř kapucínských světců z 2. poloviny 17. století.